# Sarcome
 Mise en garde médicale

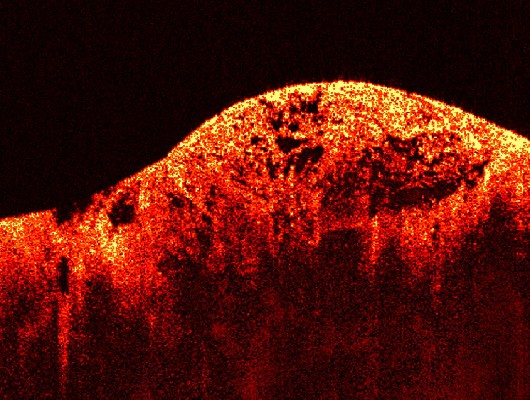
Image tomographique d'un sarcome

Les sarcomes sont un groupe hétérogène de cancers naissant à partir de tissus du mésenchyme tels que les os, le cartilage, les muscles et d'autres tissus conjonctifs. Leur hétérogénéité est mise en évidence par l'identification de plus de 100 sous-types de sarcomes différents qui varient en termes de manifestations cliniques, de caractéristique moléculaire et de  traitement. Sur la base de critères histopathologiques et de l'origine du tissu, on distingue les sarcomes des tissus mous 80%, 15 % sous forme de sarcomes osseux et 5 % sous forme de tumeurs conjonctives gastro-intestinales,. À l'échelle mondiale, l'incidence du sarcome des tissus mous est d'environ 3 à 4/100 000 personnes par an, ce qui représente 1 % de toutes les tumeurs malignes solides chez l'adulte et plus de 20 % de tous les cancers pédiatriques,. La prévalence des sarcomes peut cependant être sous-estimée puisque ceux qui se développent dans les organes parenchymateux sont plus souvent attribués aux organes touchés plutôt qu’aux tissus conjonctifs ou de soutien environnants.

## Types de sarcomes

### Sarcome des tissus mous
- Sarcome pléomorphe
- Sarcome à cellules claires du rein
- Dermatofibrosarcome
- Sarcome de Kaposi : tumeur des tissus mous développée aux dépens des vaisseaux sanguins. Le sarcome de Kaposi est induit par un virus de la famille des herpèsvirus, le HHV-8. Il est favorisé par l'immunodépression, en particulier induite par le virus VIH depuis l'émergence du SIDA, étant étroitement lié à une forme épidémique de sarcome de Kaposi. Dans ce cas, sa présence signe le passage au stade SIDA. Il s'agit aujourd’hui de la forme prédominante de sarcome[7].

### Sarcome osseux
- Ostéosarcome
- Sarcome d'Ewing : tumeur dérivée des tissus neuro-ectodermiques, il ne s'agit pas à proprement parler d'un sarcome, mais d'une tumeur de la famille PNET. Le terme historique est cependant resté.